# San Juan Bautista (Paraguai)
San Juan Bautista, també coneguda com a San Juan Bautista de las Misiones, és una localitat del sud del Paraguai, capital del departament de Misiones. Es troba a 196 km d'Asunción.

## Població
Segons les dades del cens del 2002, San Juan Bautista tenia una població urbana de 9.822 habitants (16.563 al districte).

## Història
San Juan va ser elevada a la categoria de municipi el 26 de gener de 1893; des de 1945 és capital del departament de Misiones.